# Калиновка (Большепоповська сільрада)
Калиновка (рос. Калиновка) — присілок у Лебедянському районі Липецької області Російської Федерації.
Населення становить 32 особи. Належить до муніципального утворення Большепоповська сільрада.

## Історія
З 13 червня 1934 до 26 вересня 1937 року у складі Воронезької області, у 1937-1954 роках — Рязанської області. Відтак входить до складу Липецької області.
Згідно із законом від 2 липня 2004 року №114-оз належить до муніципального утворення Большепоповська сільрада.

## Населення
| 2010 |
| ---- |
| 32   |